# Attentat de la place Sion
L'attentat de la place Sion est un attentat perpétré le 4 juillet 1975 par un militant de l'OLP. Le terroriste fait exploser un réfrigérateur piégé contenant 5 kilogrammes d'explosifs à la place Sion, au centre de Jérusalem, tuant 15 civils et en blessant 77 autres.

## L'attaque
Un passant juif, Shabtai Levi, aide un homme palestinien à apporter un réfrigérateur piégé dans un magasin d'appareils électroménagers à la place Sion, au centre de Jérusalem. Le réfrigérateur éveille les soupçons d'Esther Landner et de Yehuda Warshovsky, qui travaillent à proximité de la place Sion. Landner appelle la police, mais alors qu'elle répond à leurs questions, le réfrigérateur explose.

### Les victimes décédées
Parmi les morts se trouvaient Rivka ("Ribbie") (née Soifer) Ben-Yitzhak, âgée de 35 ans, citoyenne américaine, et son mari Michael, qui laissèrent derrière eux deux jeunes enfants. Le Prix Ben-Yitzhak, décerné chaque année à un illustrateur de livres pour enfants exceptionnel par le Musée d'Israël, a été créé en leur mémoire. Daoud Khoury, un comptable arabe travaillant à l'Hôtel King David, a également été tué lors de l'attaque.

## Les auteurs de l'attaque
Le groupe militant palestinien de l'OLP a revendiqué la responsabilité de l'attaque. Plus tard, il a été révélé que l'attaque avait été perpétrée par Ahmed Jabara, également connu sous le nom d'Abu Sukar, un Américain d'origine arabe originaire de Turmus Ayya. Jabara a été assisté par Bassem Tabila de Naplouse, qui a fui en Jordanie avant de pouvoir être arrêté.
Après une enquête menée par le Shin Bet et la police israélienne, Jabara a été arrêté et jugé devant un tribunal militaire en juin 1977. Il a été reconnu coupable et condamné à la réclusion à perpétuité ainsi qu'à 30 années supplémentaires.
En 2003, Ahmed Jabara a été libéré de prison après avoir purgé 27 ans. Yasser Arafat l'a ensuite nommé conseiller aux affaires des prisonniers. Jabara est décédé d'une crise cardiaque à Ramallah le 17 juillet 2013, à l'âge de 78 ans.